# 814 (číslo)
Osm set čtrnáct je přirozené číslo. Následuje po čísle osm set třináct a předchází číslu osm set patnáct. Římskými číslicemi se zapisuje DCCCXIV a řeckými číslicemi ωιδ.

## Matematika
814 je:
- Deficientní číslo
- Složené číslo
- Nešťastné číslo

## Astronomie
- (814) Tauris je planetka hlavního pásu, kterou objevil v roce 1916 Grigory Neujmin

## Roky
- 814
- 814 př. n. l.